# Spółka jawna
Die polnische Spółka jawna (Abkürzung: sp.j.) entspricht in etwa der offenen Handelsgesellschaft nach deutschem Recht. Es handelt sich um eine Personengesellschaft ohne eigene Rechtspersönlichkeit, allerdings kann eine Spółka jawna in eigenem Namen Rechte erwerben (zum Beispiel Grundeigentum), Verbindlichkeiten eingehen sowie klagen und verklagt werden.
Die Gesellschaft entsteht durch Abschluss eines Gründungsvertrages, Rechtsgrundlage ist das polnische Gesetzbuch über die Handelsgesellschaften vom 15. September 2000, Dz. U. 2000 Nr. 94 Pos. 1037 mit Änderungen. Eine Eintragung der Gesellschaft im Handelsregister ist vorgeschrieben.
Die Gesellschafter einer Spółka jawna haften gesamtschuldnerisch, allerdings nur subsidiär. Das bedeutet, ein Gläubiger der Gesellschaft kann die Zwangsvollstreckung in das Vermögen eines Gesellschafters nur dann vornehmen, wenn der vorherige Versuch einer Zwangsvollstreckung in das Vermögen der Gesellschaft keinen Erfolg hatte.